# The Great Gatsby (1926)
The Great Gatsby ist ein US-amerikanischer Stummfilm von Herbert Brenon aus dem Jahr 1926. Es handelt sich um die erste Verfilmung des Romans Der große Gatsby von F. Scott Fitzgerald. Der Film gilt heute als verschollen, nur noch ein einminütiger Trailer des Films ist erhalten. Die Premiere fand am 21. November 1926 statt.

## Handlung
Nick Carraway, ein Mann aus dem Mittleren Westen, taucht in die verschwenderische Welt seines Nachbarn Jay Gatsby ein. Bald jedoch erkennt Carraway die Risse von Gatsbys neureichen Existenz, wo Besessenheit, Wahnsinn und Tragödie auf sie warten.

## Produktion
Das Drehbuch wurde von Becky Gardiner und Elizabeth Meehan geschrieben und basiert auf Owen Davis’ Bühnenstückfassung von The Great Gatsby. Das von George Cukor inszenierte Stück wurde am 2. Februar 1926 am Broadway im Ambassador Theatre uraufgeführt. Kurz nach Aufführung des Stücks erwarben Famous Players-Lasky und Paramount Pictures die Filmrechte für 45.000 US-Dollar. Der Regisseur des Films, Herbert Brenon, entwarf The Great Gatsby als leichte, beliebte Unterhaltung, spielte die Partyszenen in Gatsbys Villa und betonte ihre skandalösen Elemente. Der Film hatte eine Laufzeit von 80 Minuten.

## Rezeption

### Die Fitzgeralds
Fitzgeralds Berichten zufolge verabscheuten F. Scott Fitzgerald und seine Frau Zelda Sayre Brenons Adaption seines Romans und verließen während der Vorstellung das Kino. „Wir haben The Great Gatsby im Kino gesehen“, schrieb Zelda später an einen Bekannten. „Es ist schrecklich und wir sind gegangen.“ The Great Gatsby (1926) war die vierte Verfilmung eines Werkes von Fitzgerald und die letzte vor seinem Tod 1940, wenn man seine späteren Drehbucharbeiten in Hollywood nicht berücksichtigt.

### Filmkritiker
Mordaunt Hall – der erste reguläre Filmkritiker der New York Times – schrieb in einer zeitgenössischen Rezension, der Film sei „gute Unterhaltung, aber gleichzeitig ist es offensichtlich, dass er von einer einfallsreicheren Regie profitiert hätte“. Er beklagte, dass es Herbert Brenons Regie mehrfach an Einfallsreichtum und Subtilität mangele. Keiner der Schauspieler habe seine Charaktere vollständig überzeugend entwickelt. Er bemängelte eine Szene, in der Daisy Absinth schluckt: „Sie nimmt genug von diesem Getränk, um die durchschnittliche Person bewusstlos zu machen. Dennoch scheint sie nur leicht berauscht zu sein und erholt sich bald.“ Hall beschreibt auch eine Szene, „in der Gatsby 20-Dollar-Goldstücke ins Wasser wirft, und Sie sehen eine Reihe von Mädchen, die nach Münzen tauchen. Ein Mädchen, das fragt, was Gatsby ins Wasser wirft, und sobald sie hört, dass es sich um echte Goldstücke handelt, stürzt sie sich ohne zu zögern in den Pool, um einen Anteil zu bekommen. Gatsby scheint das Geld mit großem Interesse ins Wasser zu werfen, wohingegen es vielleicht effektiver sein könnte, ihn ein wenig gelangweilt erscheinen zu lassen, als er das Durcheinander der Männer und Frauen beobachtete.“
Im Gegensatz zu Halls gemischter Rezension war die in der Variety veröffentlichte Rezension des Journalisten Abel Green vom November 1926 positiver. Green betrachtete Brenons Produktion als „brauchbares Filmmaterial“ und „eine gute, interessante, packende Kinoausstellung, wie sie der durchschnittliche Fan mit Sicherheit zu schätzen weiß, mit den üblichen Long-Island-Partys und dem Rest dieser High-Hat-Zutaten, das Argument zu klammern.“ Der Variety-Rezensent stellte fest, dass Gatsbys „Volstead-Verstoß gegen Raubkopien“ kein „abscheuliches Verbrechen waren, obwohl es ein Bundesgesetz gibt, das dies erklärt.“ Der Rezensent lobte Warner Baxters Darstellung von Gatsby und Neil Hamiltons Darstellung von Nick Carraway, fand jedoch Lois Wilsons Interpretation von Daisy unnötig unsympathisch.